# لی سو-جونگ
لی سو-جونگ (به انگلیسی: Lee So-jung) (زاده ۳ سپتامبر ۱۹۹۳) خواننده اهل کره جنوبی است.